# Queiroz Filho
Francisco José Queiroz Maia Filho (Fortaleza, 12 de agosto de 1982) é um advogado e político brasileiro. Em 2018, foi eleito deputado estadual do Ceará pelo Partido Democrático Trabalhista (PDT) com 103 943 votos.
Assumiu o atual mandato de deputado estadual referendado pelo voto de mais de 103 mil cearenses, sendo o mais votado do seu partido, o Partido Democrático Trabalhista (PDT), e o segundo mais votado em geral nas Eleições de 2018.